# Mida de paper

Comparació de les mides de paper més comunes

La mida de paper o format és la forma i la mida del producte final, sigui un llibre, una revista, un pòster o un envàs.
La selecció del format acostuma a dependre de consideracions pràctiques, com el públic al que va destinat el producte i la naturalesa de la informació que es presentarà.
Les mides de paper són una eina pràctica i efectiva perquè els dissenyadors, impressors i altres professionals que participen en la impressió i la publicació puguin comunicar les especificacions del producte i reduir el pressupost.

## Orígens
Les mides estàndard de paper van néixer a Bolonya (Itàlia) durant el segle xiv, quan es van establir les mesures de quatre mides de paper perquè servissin de guia als fabricants de paper de la zona.
Hi ha hagut moltes mides de paper estàndards en diferents èpoques i en diferents països, però en l'actualitat s'utilitza àmpliament l'estàndard internacional ISO 216 (A3, A4, etc.), excepte als Estats Units i el Canadà, on són vigents els formats tradicionals normalitzats per l'ANSI.
Avui dia encara es fan servir mides no estandarditzades a Catalunya, com ara el foli i les seves subdivisions (quart, octau...), encara que el seu ús és cada cop menys habitual.
El sistema actual de mides de paper ISO (Organització Internacional d'Estandardització) es basa en una observació real alçada pel professor de física Georg Christoph Lichtenberg, que en 1786 va veure els avantatges d'un paper que tingués una proporció altura-amplada de l'arrel quadrada de 2 (1:1,4142). El paper d'aquestes proporcions manté la proporció de les seves mesures quan es talla en dos.
La teoria en la que es basa aquest concepte sovint es confon amb la successió de Fibonacci i la proporció àuria,.
El pes d'un paper acostuma a especificar-se en g/m².

## Estàndard internacional ISO 216

Mides de paper de la Sèrie A

Mides de paper de la Sèrie B

La mida de paper estàndard internacional, ISO 216, està basada en l'estàndard alemany DIN 476 per a mides de paper. Els formats més habituals es continuen denominant segons la norma alemanya: DIN A4, DIN A3, etc.
Mides de paper ISO
| Format | Sèrie A    | Sèrie A     | Sèrie B     | Sèrie B     | Sèrie C    | Sèrie C     |
| Mida   | mm × mm    | in × in     | mm × mm     | in × in     | mm × mm    | in × in     |
| ------ | ---------- | ----------- | ----------- | ----------- | ---------- | ----------- |
| 0      | 841 × 1189 | 33.1 × 46.8 | 1000 × 1414 | 39.4 × 55.7 | 917 × 1297 | 36.1 × 51.1 |
| 1      | 594 × 841  | 23.4 × 33.1 | 707 × 1000  | 27.8 × 39.4 | 648 × 917  | 25.5 × 36.1 |
| 2      | 420 × 594  | 16.5 × 23.4 | 500 × 707   | 19.7 × 27.8 | 458 × 648  | 18.0 × 25.5 |
| 3      | 297 × 420  | 11.7 × 16.5 | 353 × 500   | 13.9 × 19.7 | 324 × 458  | 12.8 × 18.0 |
| 4      | 210 × 297  | 8.3 × 11.7  | 250 × 353   | 9.8 × 13.9  | 229 × 324  | 9.0 × 12.8  |
| 5      | 148 × 210  | 5.8 × 8.3   | 176 × 250   | 6.9 × 9.8   | 162 × 229  | 6.4 × 9.0   |
| 6      | 105 × 148  | 4.1 × 5.8   | 125 × 176   | 4.9 × 6.9   | 114 × 162  | 4.5 × 6.4   |
| 7      | 74 × 105   | 2.9 × 4.1   | 88 × 125    | 3.5 × 4.9   | 81 × 114   | 3.2 × 4.5   |
| 8      | 52 × 74    | 2.0 × 2.9   | 62 × 88     | 2.4 × 3.5   | 57 × 81    | 2.2 × 3.2   |
| 9      | 37 × 52    | 1.5 × 2.0   | 44 × 62     | 1.7 × 2.4   | 40 × 57    | 1.6 × 2.2   |
| 10     | 26 × 37    | 1.0 × 1.5   | 31 × 44     | 1.2 × 1.7   | 28 × 40    | 1.1 × 1.6   |

## Mides nord-americanes

Mides de paper ANSI

| Nom    | in × in | mm × mm    | Ratio  | Àlies           | Mida similar ISO |
| ------ | ------- | ---------- | ------ | --------------- | ---------------- |
| ANSI A | 8½ × 11 | 279 × 216  | 1.2941 | Letter          | A4               |
| ANSI B | 11 × 17 | 432 × 279  | 1.5455 | Ledger, Tabloid | A3               |
| ANSI C | 17 × 22 | 559 × 432  | 1.2941 |                 | A2               |
| ANSI D | 22 × 34 | 864 × 559  | 1.5455 |                 | A1               |
| ANSI E | 34 × 44 | 1118 × 864 | 1.2941 |                 | A0               |